# 陳捷貴
陳捷貴，BBS，JP（1949年9月13日—），祖籍廣東潮陽。中西區區議會大學選區前議員，曾任中西區區議會副主席，現任新世紀論壇理事，香港大學職工會會長

## 生平
陳捷貴曾就讀香島道官立小學和文理書院（香港）（1962年入讀中一、1967年中五）。他自稱擁有加拿大聯邦特許經理、美國紐普大學工商管理碩士（1989年至1990年）、亞洲知識管理協會院士、亞洲知識管理協會資深院士等資歷。
陳捷貴聲稱獨立，但同為親建制派政治組織新世紀論壇之理事及中西區發展動力副主席，曾經為中西區區議會民選議員及副主席，而在1997年至2011年期間，他亦一直在擔任區議會的主席或副主席，曾任交通運輸委員會主席、復康服務工作小組主席、國際復康日（IDDP）中西區代表。陳捷貴曾經在區議會之文化康樂、社會事務委員會及地區小型工作小組擔任主席
陳捷貴自1991年區議會選舉參加大學選區（A05）（前稱半山西選區）直選成功當選，及後屢次連任成功，其中1999年及2003年更在無對手的情況下自動當選，及後2019年被對手任嘉兒擊敗。陳捷貴亦是第一屆推選委員會之成員，其後亦有參加選舉委員會的區議會界別之選舉，有份選出行政長官及港區全國人大代表。2000年，獲特區政府委任為太平紳士。2012年，再獲頒授銅紫荊星章（BBS）。2019年，被對手任嘉兒擊敗後，區議員生涯正式劃上句號。
1977年，陳捷貴加入香港大學，期間曾任學生會的幹事、執行幹事，現時為李嘉誠醫學院何善衡夫人堂宿舍經理、香港大學職員協會會長，並於2013獲香港大學頒發35週年長期服務獎。
陳捷貴的過往經歷包括房協互委會大聯盟成員、爭取地鐵西延大聯盟發起人、長春社理事及旗下之長春社文化古蹟資源中心主席、香港中西區各界協會副主席及會董、高等院校教職員會聯會發起人及司庫、孫中山博物館顧問、泰山公德會基金會成員、潮州商會會董、中西區兒童合唱團總監、半山業主聯會核下121C廢膠回收中心環保大使、市政上訴委員會委員、市建局（中西區）諮詢委員 、房協監理會成員、社會福利署老人服務質素監察委員及復康服務質素監察委員、監警會觀察員、環保運動委員會委員、古物諮詢委員會成員等公職。他亦曾任酒牌局成員、共建維港委員會委員、醫院管理局港島區諮詢委員會成員等公職。

## 爭議

### 屢犯違例泊車爭議
2010年5月，陳捷貴曾辯稱趕往區議會會議，兩度給市民投訴違例泊車，被報導批評其「知法犯法，犯完再犯」。期間，中西區區議會主席陳特楚更去信全體議員，提醒議員身居公職，應善用停車場。

### 古諮會淪為政府工具
2013年1月，公民黨之黎廣德曾批評，古物諮詢委員會包括陳捷貴在內的新任委任成員中，不少是梁振英的支持者，被稱為「梁粉樂園」，恐淪為政府的工具。而陳捷貴本身是提名委員會之區議會界別選委，有份提名梁振英參選特首。

### 區議會私相授受爭議
2014年3月6日，中西區區議會轄下之公民教工作小組舉行的會議中，審議如何撥出25萬元公帑，推動2016年及2017年香港政治制度改革及《基本法》的宣傳工作期間。陳捷貴聲稱，當日在場的委員很多人都認為無法繼續會議，擔心私隱受到威脅，「唔只一個人話好驚。」。他又強調當日警員到場後，「由頭到未都冇驅趕過個區議員」，而是以「適當武力」將民主黨區議員許智峯「請」走。當時身為小組主席的李志恒臨時聲稱要進行閉門會議，強行禁止記者旁聽撥款過程，有建制派議員通過警方要求把他們抬離會場，最後記者被保安驅逐離場，而與會的許智峰議員更被警員抬離會議室。事件引發社會嘩然，警察被指無法無天然而，據報章披露，當日事源為陳捷貴等數位本身為申請撥款舉辦推銷政改活動之組織香港中西區各界協會的成員，陳捷貴更身兼該會之副主席及會董，一則未有向區議會會議上申報利益，又未有避席，卻有份以議員身份審批該組織之撥款顧問，令公眾質疑有關之撥款有私相授受及利益衝突之嫌。
27日，由陳捷貴擔任主席之中西區區議會轄下的文化康樂、社會事務委員會召開特別會議，對政改宣傳撥款重新審議。民主黨區議員許智峰再次提出包括陳捷貴在內的多名區議員涉及利益衝突，並質疑當中的第一個活動有「政治洗腦」及利用市民公帑做政治宣傳之嫌。陳捷貴被許智峰要求改由不涉及利益關係之區議員主持會議，但陳捷貴辯稱其副會長職務並無受薪而沒有避席之必要，又稱，協會只是協辦機構，負責宣傳活動，故撥款與協會無關，還反指工作小組委員會也是活動協辦機構之一，所以如果他需要避席，那包括許智峰在內的不少區議員也要避席。隨後，陳捷貴以權勒令許智峰離開，許智峰堅拒，會議一度休會復會三次。復會後，許智峰堅持要求陳捷貴等需要避席，陳捷貴則反指許智峰對會議之進行有干擾成份，指示保安將驅逐許智峰離開，同場聲援的民主黨成員吳兆康亦遭驅趕。陳捷貴又指許智峰對此不滿大可在事後向廉政公署投訴，但在許智峰堅拒離場下，陳捷貴一度召開閉門會議，最終只能宣佈終止會議，延遲處理撥款事後，記者訪問陳捷貴，他起初指：「自己只是請保安請許智峰離場，保安用咗適當的暴力去做呢樣嘢，咁我不置評啦」，可是當記者指出保安之行為可能違法後，陳捷貴改稱：「我當時睇唔到佢（保安）動手動腳啦」。

### 香港大學校長「逃犯修例」論壇
2019年7月18日在香港大學陸佑堂校長英文論壇中，陳捷貴堅持用普通話提問問題，被現場觀衆柴台，最終一直用英文發言。

## 家庭
陳捷貴已婚，與妻子育有1子，兒子現時於香港政府任職高級政務官。

## 外部連結
- 陳捷貴之個人網站 （页面存档备份，存于）
- 成員資料：陳捷貴，中西區區議會（2013年）

| 前任： 半山及山頂選區 陳慧芳及林乾禮 | 中西區區議員 半山西選區；大學選區 1991年1994年；1994年—2019年 | 繼任： 任嘉兒 |